# Go on home (Piet Veerman)
Go on home is een lied van Piet Veerman. Hij bracht het in 1988 uit op een single met If I could paint your dreams op de B-kant. De single kwam bij Veronica niet verder dan de Tipparade en stond zes weken genoteerd in de Nationale Hitparade.
Verder werd het nummer uitgebracht op het album Harmony (1988) en op het verzamelalbum Sailin' home (Het beste van Piet Veerman) (1996).
Aan de basis van dit lied ligt Go on fool van de Amerikaanse soulzanger Marion Black, dat naar dit lied werd herschreven door Veerman en Bruce Smith. De zanger vraagt zijn geliefde naar huis te gaan en hem niet te bezoeken. De relatie is hem verkeerd bekomen en hij wil niet meer verder met haar.

## Hitlijst
Nederlandse Nationale Hitparade
| Hitnotering: 19-11-1988 t/m 24-12-1988 | Hitnotering: 19-11-1988 t/m 24-12-1988 | Hitnotering: 19-11-1988 t/m 24-12-1988 | Hitnotering: 19-11-1988 t/m 24-12-1988 | Hitnotering: 19-11-1988 t/m 24-12-1988 | Hitnotering: 19-11-1988 t/m 24-12-1988 | Hitnotering: 19-11-1988 t/m 24-12-1988 | Hitnotering: 19-11-1988 t/m 24-12-1988 |
| Week:                                  | 1                                      | 2                                      | 3                                      | 4                                      | 5                                      | 6                                      |                                        |
| -------------------------------------- | -------------------------------------- | -------------------------------------- | -------------------------------------- | -------------------------------------- | -------------------------------------- | -------------------------------------- | -------------------------------------- |
| Positie:                               | 70                                     | 59                                     | 56                                     | 51                                     | 61                                     | 82                                     |                                        |